# Takumi Sasaki
Takumi Sasaki (佐々木 匠 Sasaki Takumi?, nacido el 30 de marzo de 1998 en Sendai, Miyagi) es un futbolista japonés que se desempeña como centrocampista en el Vegalta Sendai de la J1 League.

## Trayectoria

### Clubes
| Club                         | País  | Año    |
| ---------------------------- | ----- | ------ |
| Vegalta Sendai               | Japón | 2016 - |
| Tokushima Vortis (cedido)    | Japón | 2017   |
| Kamatamare Sanuki (cedido)   | Japón | 2018   |
| Renofa Yamaguchi FC (cedido) | Japón | 2019   |

## Estadística de carrera

### J. League
| Club             | Año   | J. League | J. League | Copa J. League | Copa J. League | Total | Total |
| Club             | Año   | Part.     | Goles     | Part.          | Goles          | Part. | Goles |
| ---------------- | ----- | --------- | --------- | -------------- | -------------- | ----- | ----- |
| Vegalta Sendai   | 2016  | 2         | 0         | 0              | 0              | 2     | 0     |
| Vegalta Sendai   | 2017  | 5         | 0         | 7              | 3              | 12    | 3     |
| Tokushima Vortis | 2017  | 2         | 0         | -              | -              | 2     | 0     |
| Total            | Total | 9         | 0         | 7              | 3              | 16    | 3     |